# کرکهرک
کرکهرک روستایی در دهستان نصرآباد بخش مرکزی شهرستان قصرشیرین استان کرمانشاه ایران است.

## جمعیت
بر پایه سرشماری عمومی نفوس و مسکن در سال ۱۳۹۵ جمعیت این مکان ۳۱۷ نفر (۱۰۳خانوار) بوده‌است.